# Hotel Knudsens Gaard
 Der er for få eller ingen kildehenvisninger i denne artikel, hvilket er et problem. Du kan hjælpe ved at angive troværdige kilder til de påstande, som fremføres i artiklen.

Hotel Knudsens Gaard er oprindeligt en slægtsgård, der var var ryttergods indtil 1765. 
Gaarden blev omdannet til motel i 1955 og blev senere til hotel. Hotellet er beliggende ved den gamle hovedvej i det mondæne Hunderup kvarter i Odense.

## Historie
Historien om Knudsens Gaard kan skrives endnu længere tilbage i tiden til år 1100, hvor Kong Knud VI skænkede otte gårde, der lå i landsbyen Hunderup, til Dalum Kloster. 
Ved reformationen i 1536 blev Hunderup inddraget under kronen, og Hunderups gårde blev udlagt til ryttergods. De fungerede sådan indtil 1765, hvor alle Hunderups gårdejere købte deres fæstegårde af kongen og blev selvejere.
I 1954 blev hovedparcellen og bygningerne overdraget til A/S De Knudsenske Grunde og blev indrettet til Motel Odense – Hotel Knudsens Gaard, som blev endelig indviet i november 1955.
I 1987 overtog Sinne & Steen Sørensen Motel Odense, og med respekt for stedets historie, kaldte de det for Hotel Knudsens Gaard. I 1988 åbnede 16 tilbyggede værelser, i 1990 blev hovedhuset forlænget og Havestuen tilføjet, og i 2000 kom yderligere 16 værelser og garagen til. Hotellet har i dag 77 værelser, restaurant, havestue samt 4 mødelokaler.